# Marie Bach Hansen
Marie Bach Hansen (Borum, 28 juni 1985) is een Deens actrice.

## Biografie
Hansen rondde in 2010 haar opleiding af aan de Statens Scenekunstskole en kreeg nog datzelfde jaar haar eerste rol bij het Mungo Parktheater in Allerød, waar ze enkele jaren bleef. Ook staat ze regelmatig op de planken in Betty Nansen Teatret, Grønnegårdsteatret, het Teater Republique, Husets teater en Det kongelige Teater. Ze trad in 2003 op in de Deense jeugdfilm 2 ryk og en aflevering (internationaal uitgebracht als Kick'n'Rush of 2 Moves and a Pass) en speelde kleinere rollen in andere films. Ook had ze een bijrolletje in aflevering 24 van de televisieserie Borgen.
Haar (internationale) doorbraak beleefde ze in 2014-2017 met haar rol van Signe Larsen ("Sunshine") in de Deense televisieserie Arvingerne (The Legacy). Daarna had ze hoofdrollen als Nelly Winther in het tweede seizoen van de internationale politieserie The Team in 2018, als Eva in de op MeToo gebaseerde korte film En flirt in 2019, als undercover-rechercheur Helene Falck in de serie Hvide Sande (White Sands) in 2021, als de danseres Sussie in de serie Dansegarderoben (2023) en als de rijke villabewoonster Cecilie in de Netflix-serie Reservatet (2025). 

## Filmografie

### Film
Exclusief korte films. 
| Jaar | Titel                  | Rol             | Opmerkingen |
| ---- | ---------------------- | --------------- | ----------- |
| 2003 | 2 ryk og en aflevering | Mathilde        |             |
| 2010 | Klovn - The Movie      | Medinas veninde |             |
| 2011 | Frit Fald              | Pink Pige       |             |
| 2012 | Hvidsten Gruppen       | Tulle Fiil      |             |
| 2019 | The Last Vermeer       | Leez            |             |
| 2023 | Superposition          | Stine           |             |
| 2023 | Borderline             | Anna            |             |

### Televisie
| Jaar      | Titel           | Rol           | Opmerking          |
| --------- | --------------- | ------------- | ------------------ |
| 2013      | Borgen          | Pædagog       | 1 afl.             |
| 2014–2017 | Arvingerne      | Signe Larsen  | 26 afl.            |
| 2018      | The Team        | Nelly Winther | 8 afl. (seizoen 2) |
| 2021      | Hvide Sande     | Helene Falck  | 8 afl.             |
| 2023      | Dansegarderoben | Sussie        | 8 afl.             |
| 2025      | Reservatet      | Cecilie       | 6 afl.             |